# Nemoura sinuata
Nemoura sinuata är en bäcksländeart som beskrevs av Friedrich Ris 1902. Nemoura sinuata ingår i släktet Nemoura och familjen kryssbäcksländor. Inga underarter finns listade i Catalogue of Life.